# Ruggero di Puglia (vescovo)
Ruggero di Puglia (Torremaggiore, 1205 – 1266) è stato un monaco cristiano e scrittore italiano, conosciuto per il suo coinvolgimento nell'invasione dei Tatari in Europa della quale ci ha lasciato un resoconto.

## Biografia

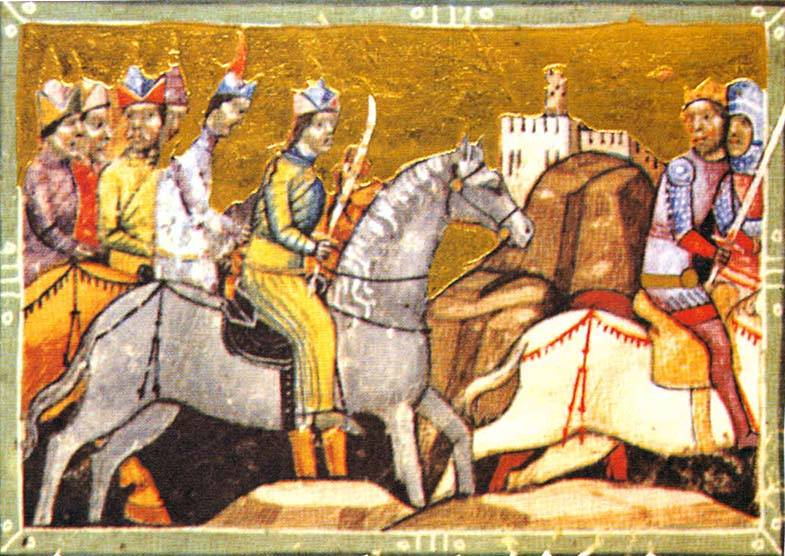
L’invasione dei Tatari; dettaglio di una miniatura nel Chronicon Pictum

Ruggero arrivò nei Balcani al seguito di un'ambasceria papale guidata da Giacomo di Pecora.
Dopo il 1241 scrisse il Carmen Miserabile super Destructione Regni Hungariae per Tartaros, una descrizione della conquista della Transilvania e della piana di Pannonia da parte dei Tatari. L'Impero mongolo e il Khanato dell'Orda d'Oro, le forze unite da Batu Khan, iniziarono ad  invadere l'Europa nel 1223, cominciando con Rus' di Kiev. Proseguirono fino a venire in conflitto con le truppe del Sacro Romano Impero Germanico, polacche, e ungheresi, per poi tornare indietro, dopo essere venuti a conoscenza della morte del loro Grande Khan nel 1241.
Ruggero sopravvisse alla devastazione nascondendosi nelle paludi. Scrisse che i Tatari annientarono la popolazione fino all'ultimo bambino, oltre a commettere molte altre atrocità. Ulteriori informazioni riguardanti l'occupazione della Transilvania da parte dei Tatari, sono incluse nel suo scritto nel quale sono inclusi anche dettagli riguardanti l'organizzazione dei Knjaz, un tipo di amministrazione locale. Ruggero include anche dei dettagli su come gli abitanti del villaggio di Frata (la parte ungherese) lo hanno accolto, offrendogli del pane nero.
Ruggero successivamente venne inviato in altri luoghi come la città di Sopron (1243), la città di Zagabria (1249), ebbe il compito di segretario di Giovanni da Toledo a Lione e poi, come arcivescovo, a Spalato dove morì.

## Edizioni delCarmen miserabile
Nessun manoscritto sopravvive di questa opera. La prima edizione a stampa risale al 1488 (Bruenn e Augusta). Fu poi ristampato a Francoforte nel 1600. 

Edizioni moderne:
- (RO)  Cantecul de jale de Rogerius, traducere de G. Popa-Lisseanu, (Fontes historiae Daco-Romanorum), Bucuresti 1935
- (LA)  Carmen Miserabile super Destructione Regni Hungariae per Tartaros, ed. L. Juhasz, (Scriptores Rerum Hungaricarum), 2 voll., Budapest 1937-1938, pp. 543–88;
- (EN)  The Mongol Mission. Narratives and Letters of the Franciscan Missionaries in Mongolia and China in the Thirteenth and Fourteenth Centuries, ed. Christopher Dawson, London and New York 1955.
- (EN)  The Vinland Map and the Tartar Relation, edd. R.A. Skelton, T.E. Marston, e G.D. Painter, New Haven 1965, pp. 54–101.
- (LA, DE)  Carmen miserabile, uebersetzt von Helmut Stefan Milletich; Nachwort von Franz Probst, (Burgenländische Bibliothek) Eisenstadt 1979. ISBN 3853740472
- (DE)  Der Mongolensturm. Berichte von Augenzeugen und Zeitgenossen 1235-1250, hrsg. Hansgerd Gockenjan und James R. Sweeney, Graz 1985, pp. 129–223